# Raf (album 1984)
Raf è il primo album in studio del cantautore italiano Raf, pubblicato nel 1984 dalla Carrere.

## Descrizione
Il primo album di Raf è realizzato completamente in lingua inglese, e contiene la prima grande hit del cantautore pugliese, Self Control, un brano italo disco che ebbe successo in tutta Europa e di cui fu eseguita una cover ad opera della cantante statunitense Laura Branigan 
che è stata un grande successo commerciale, raggiungendo il quarto posto della Billboard Hot 100 degli Stati Uniti e la vetta delle classifiche in Canada e in diversi paesi europei.
L'album fu pubblicato in Italia con il titolo Raf, in Spagna, Argentina, Brasile, Portogallo, Francia, Giappone e Sud Corea col titolo Change your mind, e Raff per il mercato tedesco, dove fu pubblicato, oltre che in vinile, anche in una rara versione CD.
L'album, composto inizialmente da nove tracce, fu ristampato a partire dal 1987 col titolo Self Control, su CD, LP ed MC, con l'aggiunta di due nuovi brani: Hard, pubblicato come singolo nel 1986, e London Town, anch'esso pubblicato come singolo nel 1987. La tracklist della ristampa fu disposta in maniera diversa rispetto alla versione originale del 1984. La traccia Madeleine O, fu indicata semplicemente come Madeleine.
Dall'album successivo Svegliarsi un anno fa Raf iniziò ad incidere in italiano. Saranno anche gli ultimi brani in inglese di Raf fino al 30 giugno 2015, quando inserirà nel nuovo album Sono io una canzone inedita in lingua inglese dal titolo Show me the way to heaven.

## Tracce
1. Change Your Mind
2. Why in the World
3. She's a Criminal
4. Imagination Lover
5. Frontiers
6. Black and Blue
7. I Don't Want to Lose You
8. Self Control
9. Madeleine O.

## Formazione
- Raf – voce, basso, chitarra elettrica
- Adriano Primadei – chitarra elettrica, cori, tastiera
- Stephen Head – programmazione
- Bruno Bergonzi – batteria in Self Control
- Dado Parisini – tastiera, pianoforte
- Manola Bambi, Betty Vittori – cori